# Journal of Enzyme Inhibition and Medicinal Chemistry
Das Journal of Enzyme Inhibition and Medicinal Chemistry, abgekürzt J. Enzym. Inhib. Med. Chem., ist eine wissenschaftliche Fachzeitschrift, die vom Taylor & Francis-Verlag veröffentlicht wird. Die Zeitschrift wurde 1985 unter dem Namen Journal of Enzyme Inhibition gegründet und erweiterte den Namen im Jahr 2002 auf Journal of Enzyme Inhibition and Medicinal Chemistry, sie erscheint derzeit mit sechs Ausgaben im Jahr. Es werden Artikel veröffentlicht, die sich mit Fragen der Enzyminhibition sowie der Entwicklung von Medikamenten mit Wirkung gegen Krebs beschäftigen.
Der Impact Factor lag im Jahr 2014 bei 2,332. Nach der Statistik des ISI Web of Knowledge wird das Journal mit diesem Impact Factor in der Kategorie Biochemie & Molekularbiologie an 176. Stelle von 289 Zeitschriften und in der Kategorie medizinische Chemie an 32. Stelle von 59 Zeitschriften geführt.